# Барбье, Жорж Эмиль
Жорж Эмиль Барбье или Барбьер (фр. Georges Emile Barbier, 24 февраля 1844, л'Иль-сюр-ле-Ду — 17 декабря 1895, Экровий) — французский и шотландский шахматист, шахматный композитор и журналист. Чемпион Шотландии 1886 г.

## Биография
Родился в небольшом городке недалеко от Безансона. В 1875 г. переехал в Великобританию. Работал учителем французского языка. Жил в Йоркшире, Лондоне, в 1884 г. переехал в Глазго. Был начальником департамента в престижной французской школе «Athenaeum». В книге об истории школы (изд. в 1897 г.) коллеги вспоминали Барбье как талантливого педагога с хорошим чувством юмора, который пользовался уважением учеников. Там же сказано, что особой страстью Барбье была литература.
С 1886 г. и до конца жизни Барбье был редактором шахматного отдела в издании «Glasgow Weekly Citizen».
В 1893 г. Барбье тяжело переболел гриппом. Болезнь повлекла осложнения на центральную нервную систему. В октябре 1895 г. у Барбье появились симптомы паралича, и он вернулся во Францию, где вскоре умер.
Существует проблема места рождения и точного имени шахматиста. Голландский проблемист Г. Веенинк в журнале «The Chess Problem» называл местом рождения Барбье город Безансон. Однако в местных метрических книгах не удалось найти соответствующую запись. Запись нашлась в книгах населенного пункта в том же департаменте Ду. При этом, другой голландский проблемист Й. Селман утверждал, что Барбье носил имя Эмиль, а Жорж — это имя его отца.

## Вклад в теорию эндшпиля
|   | a                                                                     | b                                                                     | c                                                                     | d                                                                     | e                                                                     | f                                                                     | g                                                                     | h                                                                     |   |
| - | --------------------------------------------------------------------- | --------------------------------------------------------------------- | --------------------------------------------------------------------- | --------------------------------------------------------------------- | --------------------------------------------------------------------- | --------------------------------------------------------------------- | --------------------------------------------------------------------- | --------------------------------------------------------------------- | - |
| 8 | b6 белый король · c6 белая пешка · d5 чёрная ладья · a1 чёрный король | b6 белый король · c6 белая пешка · d5 чёрная ладья · a1 чёрный король | b6 белый король · c6 белая пешка · d5 чёрная ладья · a1 чёрный король | b6 белый король · c6 белая пешка · d5 чёрная ладья · a1 чёрный король | b6 белый король · c6 белая пешка · d5 чёрная ладья · a1 чёрный король | b6 белый король · c6 белая пешка · d5 чёрная ладья · a1 чёрный король | b6 белый король · c6 белая пешка · d5 чёрная ладья · a1 чёрный король | b6 белый король · c6 белая пешка · d5 чёрная ладья · a1 чёрный король | 8 |
| 7 | b6 белый король · c6 белая пешка · d5 чёрная ладья · a1 чёрный король | b6 белый король · c6 белая пешка · d5 чёрная ладья · a1 чёрный король | b6 белый король · c6 белая пешка · d5 чёрная ладья · a1 чёрный король | b6 белый король · c6 белая пешка · d5 чёрная ладья · a1 чёрный король | b6 белый король · c6 белая пешка · d5 чёрная ладья · a1 чёрный король | b6 белый король · c6 белая пешка · d5 чёрная ладья · a1 чёрный король | b6 белый король · c6 белая пешка · d5 чёрная ладья · a1 чёрный король | b6 белый король · c6 белая пешка · d5 чёрная ладья · a1 чёрный король | 7 |
| 6 | b6 белый король · c6 белая пешка · d5 чёрная ладья · a1 чёрный король | b6 белый король · c6 белая пешка · d5 чёрная ладья · a1 чёрный король | b6 белый король · c6 белая пешка · d5 чёрная ладья · a1 чёрный король | b6 белый король · c6 белая пешка · d5 чёрная ладья · a1 чёрный король | b6 белый король · c6 белая пешка · d5 чёрная ладья · a1 чёрный король | b6 белый король · c6 белая пешка · d5 чёрная ладья · a1 чёрный король | b6 белый король · c6 белая пешка · d5 чёрная ладья · a1 чёрный король | b6 белый король · c6 белая пешка · d5 чёрная ладья · a1 чёрный король | 6 |
| 5 | b6 белый король · c6 белая пешка · d5 чёрная ладья · a1 чёрный король | b6 белый король · c6 белая пешка · d5 чёрная ладья · a1 чёрный король | b6 белый король · c6 белая пешка · d5 чёрная ладья · a1 чёрный король | b6 белый король · c6 белая пешка · d5 чёрная ладья · a1 чёрный король | b6 белый король · c6 белая пешка · d5 чёрная ладья · a1 чёрный король | b6 белый король · c6 белая пешка · d5 чёрная ладья · a1 чёрный король | b6 белый король · c6 белая пешка · d5 чёрная ладья · a1 чёрный король | b6 белый король · c6 белая пешка · d5 чёрная ладья · a1 чёрный король | 5 |
| 4 | b6 белый король · c6 белая пешка · d5 чёрная ладья · a1 чёрный король | b6 белый король · c6 белая пешка · d5 чёрная ладья · a1 чёрный король | b6 белый король · c6 белая пешка · d5 чёрная ладья · a1 чёрный король | b6 белый король · c6 белая пешка · d5 чёрная ладья · a1 чёрный король | b6 белый король · c6 белая пешка · d5 чёрная ладья · a1 чёрный король | b6 белый король · c6 белая пешка · d5 чёрная ладья · a1 чёрный король | b6 белый король · c6 белая пешка · d5 чёрная ладья · a1 чёрный король | b6 белый король · c6 белая пешка · d5 чёрная ладья · a1 чёрный король | 4 |
| 3 | b6 белый король · c6 белая пешка · d5 чёрная ладья · a1 чёрный король | b6 белый король · c6 белая пешка · d5 чёрная ладья · a1 чёрный король | b6 белый король · c6 белая пешка · d5 чёрная ладья · a1 чёрный король | b6 белый король · c6 белая пешка · d5 чёрная ладья · a1 чёрный король | b6 белый король · c6 белая пешка · d5 чёрная ладья · a1 чёрный король | b6 белый король · c6 белая пешка · d5 чёрная ладья · a1 чёрный король | b6 белый король · c6 белая пешка · d5 чёрная ладья · a1 чёрный король | b6 белый король · c6 белая пешка · d5 чёрная ладья · a1 чёрный король | 3 |
| 2 | b6 белый король · c6 белая пешка · d5 чёрная ладья · a1 чёрный король | b6 белый король · c6 белая пешка · d5 чёрная ладья · a1 чёрный король | b6 белый король · c6 белая пешка · d5 чёрная ладья · a1 чёрный король | b6 белый король · c6 белая пешка · d5 чёрная ладья · a1 чёрный король | b6 белый король · c6 белая пешка · d5 чёрная ладья · a1 чёрный король | b6 белый король · c6 белая пешка · d5 чёрная ладья · a1 чёрный король | b6 белый король · c6 белая пешка · d5 чёрная ладья · a1 чёрный король | b6 белый король · c6 белая пешка · d5 чёрная ладья · a1 чёрный король | 2 |
| 1 | b6 белый король · c6 белая пешка · d5 чёрная ладья · a1 чёрный король | b6 белый король · c6 белая пешка · d5 чёрная ладья · a1 чёрный король | b6 белый король · c6 белая пешка · d5 чёрная ладья · a1 чёрный король | b6 белый король · c6 белая пешка · d5 чёрная ладья · a1 чёрный король | b6 белый король · c6 белая пешка · d5 чёрная ладья · a1 чёрный король | b6 белый король · c6 белая пешка · d5 чёрная ладья · a1 чёрный король | b6 белый король · c6 белая пешка · d5 чёрная ладья · a1 чёрный король | b6 белый король · c6 белая пешка · d5 чёрная ладья · a1 чёрный король | 1 |
|   | a                                                                     | b                                                                     | c                                                                     | d                                                                     | e                                                                     | f                                                                     | g                                                                     | h                                                                     |   |

|   | a                                                                     | b                                                                     | c                                                                     | d                                                                     | e                                                                     | f                                                                     | g                                                                     | h                                                                     |   |
| - | --------------------------------------------------------------------- | --------------------------------------------------------------------- | --------------------------------------------------------------------- | --------------------------------------------------------------------- | --------------------------------------------------------------------- | --------------------------------------------------------------------- | --------------------------------------------------------------------- | --------------------------------------------------------------------- | - |
| 8 | c7 белая пешка · d4 чёрная ладья · c2 белый король · a1 чёрный король | c7 белая пешка · d4 чёрная ладья · c2 белый король · a1 чёрный король | c7 белая пешка · d4 чёрная ладья · c2 белый король · a1 чёрный король | c7 белая пешка · d4 чёрная ладья · c2 белый король · a1 чёрный король | c7 белая пешка · d4 чёрная ладья · c2 белый король · a1 чёрный король | c7 белая пешка · d4 чёрная ладья · c2 белый король · a1 чёрный король | c7 белая пешка · d4 чёрная ладья · c2 белый король · a1 чёрный король | c7 белая пешка · d4 чёрная ладья · c2 белый король · a1 чёрный король | 8 |
| 7 | c7 белая пешка · d4 чёрная ладья · c2 белый король · a1 чёрный король | c7 белая пешка · d4 чёрная ладья · c2 белый король · a1 чёрный король | c7 белая пешка · d4 чёрная ладья · c2 белый король · a1 чёрный король | c7 белая пешка · d4 чёрная ладья · c2 белый король · a1 чёрный король | c7 белая пешка · d4 чёрная ладья · c2 белый король · a1 чёрный король | c7 белая пешка · d4 чёрная ладья · c2 белый король · a1 чёрный король | c7 белая пешка · d4 чёрная ладья · c2 белый король · a1 чёрный король | c7 белая пешка · d4 чёрная ладья · c2 белый король · a1 чёрный король | 7 |
| 6 | c7 белая пешка · d4 чёрная ладья · c2 белый король · a1 чёрный король | c7 белая пешка · d4 чёрная ладья · c2 белый король · a1 чёрный король | c7 белая пешка · d4 чёрная ладья · c2 белый король · a1 чёрный король | c7 белая пешка · d4 чёрная ладья · c2 белый король · a1 чёрный король | c7 белая пешка · d4 чёрная ладья · c2 белый король · a1 чёрный король | c7 белая пешка · d4 чёрная ладья · c2 белый король · a1 чёрный король | c7 белая пешка · d4 чёрная ладья · c2 белый король · a1 чёрный король | c7 белая пешка · d4 чёрная ладья · c2 белый король · a1 чёрный король | 6 |
| 5 | c7 белая пешка · d4 чёрная ладья · c2 белый король · a1 чёрный король | c7 белая пешка · d4 чёрная ладья · c2 белый король · a1 чёрный король | c7 белая пешка · d4 чёрная ладья · c2 белый король · a1 чёрный король | c7 белая пешка · d4 чёрная ладья · c2 белый король · a1 чёрный король | c7 белая пешка · d4 чёрная ладья · c2 белый король · a1 чёрный король | c7 белая пешка · d4 чёрная ладья · c2 белый король · a1 чёрный король | c7 белая пешка · d4 чёрная ладья · c2 белый король · a1 чёрный король | c7 белая пешка · d4 чёрная ладья · c2 белый король · a1 чёрный король | 5 |
| 4 | c7 белая пешка · d4 чёрная ладья · c2 белый король · a1 чёрный король | c7 белая пешка · d4 чёрная ладья · c2 белый король · a1 чёрный король | c7 белая пешка · d4 чёрная ладья · c2 белый король · a1 чёрный король | c7 белая пешка · d4 чёрная ладья · c2 белый король · a1 чёрный король | c7 белая пешка · d4 чёрная ладья · c2 белый король · a1 чёрный король | c7 белая пешка · d4 чёрная ладья · c2 белый король · a1 чёрный король | c7 белая пешка · d4 чёрная ладья · c2 белый король · a1 чёрный король | c7 белая пешка · d4 чёрная ладья · c2 белый король · a1 чёрный король | 4 |
| 3 | c7 белая пешка · d4 чёрная ладья · c2 белый король · a1 чёрный король | c7 белая пешка · d4 чёрная ладья · c2 белый король · a1 чёрный король | c7 белая пешка · d4 чёрная ладья · c2 белый король · a1 чёрный король | c7 белая пешка · d4 чёрная ладья · c2 белый король · a1 чёрный король | c7 белая пешка · d4 чёрная ладья · c2 белый король · a1 чёрный король | c7 белая пешка · d4 чёрная ладья · c2 белый король · a1 чёрный король | c7 белая пешка · d4 чёрная ладья · c2 белый король · a1 чёрный король | c7 белая пешка · d4 чёрная ладья · c2 белый король · a1 чёрный король | 3 |
| 2 | c7 белая пешка · d4 чёрная ладья · c2 белый король · a1 чёрный король | c7 белая пешка · d4 чёрная ладья · c2 белый король · a1 чёрный король | c7 белая пешка · d4 чёрная ладья · c2 белый король · a1 чёрный король | c7 белая пешка · d4 чёрная ладья · c2 белый король · a1 чёрный король | c7 белая пешка · d4 чёрная ладья · c2 белый король · a1 чёрный король | c7 белая пешка · d4 чёрная ладья · c2 белый король · a1 чёрный король | c7 белая пешка · d4 чёрная ладья · c2 белый король · a1 чёрный король | c7 белая пешка · d4 чёрная ладья · c2 белый король · a1 чёрный король | 2 |
| 1 | c7 белая пешка · d4 чёрная ладья · c2 белый король · a1 чёрный король | c7 белая пешка · d4 чёрная ладья · c2 белый король · a1 чёрный король | c7 белая пешка · d4 чёрная ладья · c2 белый король · a1 чёрный король | c7 белая пешка · d4 чёрная ладья · c2 белый король · a1 чёрный король | c7 белая пешка · d4 чёрная ладья · c2 белый король · a1 чёрный король | c7 белая пешка · d4 чёрная ладья · c2 белый король · a1 чёрный король | c7 белая пешка · d4 чёрная ладья · c2 белый король · a1 чёрный король | c7 белая пешка · d4 чёрная ладья · c2 белый король · a1 чёрный король | 1 |
|   | a                                                                     | b                                                                     | c                                                                     | d                                                                     | e                                                                     | f                                                                     | g                                                                     | h                                                                     |   |

Незадолго до своей смерти (1895) Барбье опубликовал этюд собственного сочинения на основе партии Фентон — Поттер (Лондон, 1875 г.) с заданием: белые начинают, черные делают ничью.
В начальной позиции этюда белые играют 1. c7, на что черные отвечают 1… Лd6+. Белые должны играть 2. Крb5!, поскольку 2. Крc5 Лd1 ведет к ничьей. После 2… Лd5+ 3. Крb4 Лd4+ 4. Крb3 Лd3+ 5. Крc2 Лd4! возникает критическая позиция (см. диаграмму 2). Теперь 6. Крb3 Лd3+ или 6. Крc3 Лd1! ведет к повторению позиции. Барбье считал, что белые должны играть 6. c8Ф, после чего черные путем 6… Лc4+! вынуждают ничью, поскольку после 7. Ф:c4 возникает патовая позиция. Однако немедленно после публикации, в мае 1895 года, местный католический священник и любитель шахмат Ф. Сааведра нашёл в критической позиции ход 6. c8Л!! Защититься от угрозы 7. Лa8+ черные могут только ходом 6… Лa4, но на это следует 7. Крb3 с нападением на ладью и новой угрозой мата. Таким образом, белые добиваются победы. Барбье признал решение Сааведры и опубликовал его в своей шахматной колонке.